# Arcos de las Salinas
Arcos de las Salinas ist eine spanische Gemeinde (municipio)  mit 110 Einwohnern (Stand: 2024) im Südosten der Provinz Teruel in der Autonomen Gemeinschaft Aragonien. 

## Lage
Arcos de las Salinas liegt knapp 43 Kilometer (Fahrtstrecke) südöstlich der Provinzhauptstadt Teruel im Bergland der Sierra de Gúdar am Río Arcos in einer Höhe von ca. 1080 m. Im Gemeindegebiet liegt der Pico del Buitre mit 1953 m.

## Bevölkerungsentwicklung
| Jahr      | 1960 | 1970 | 1981 | 1991 | 2006 | 2011 | 2021 |
| Einwohner | 624  | 252  | 169  | 186  | 139  | 105  | 112  |

## Wirtschaft
Landwirtschaft und Tourismus sind die Haupteinnahmequellen des Ortes. 

## Sehenswürdigkeiten
- Kirche der Unbefleckten Empfängnis
- astrophysikalisches Observatorium in der Javalambre

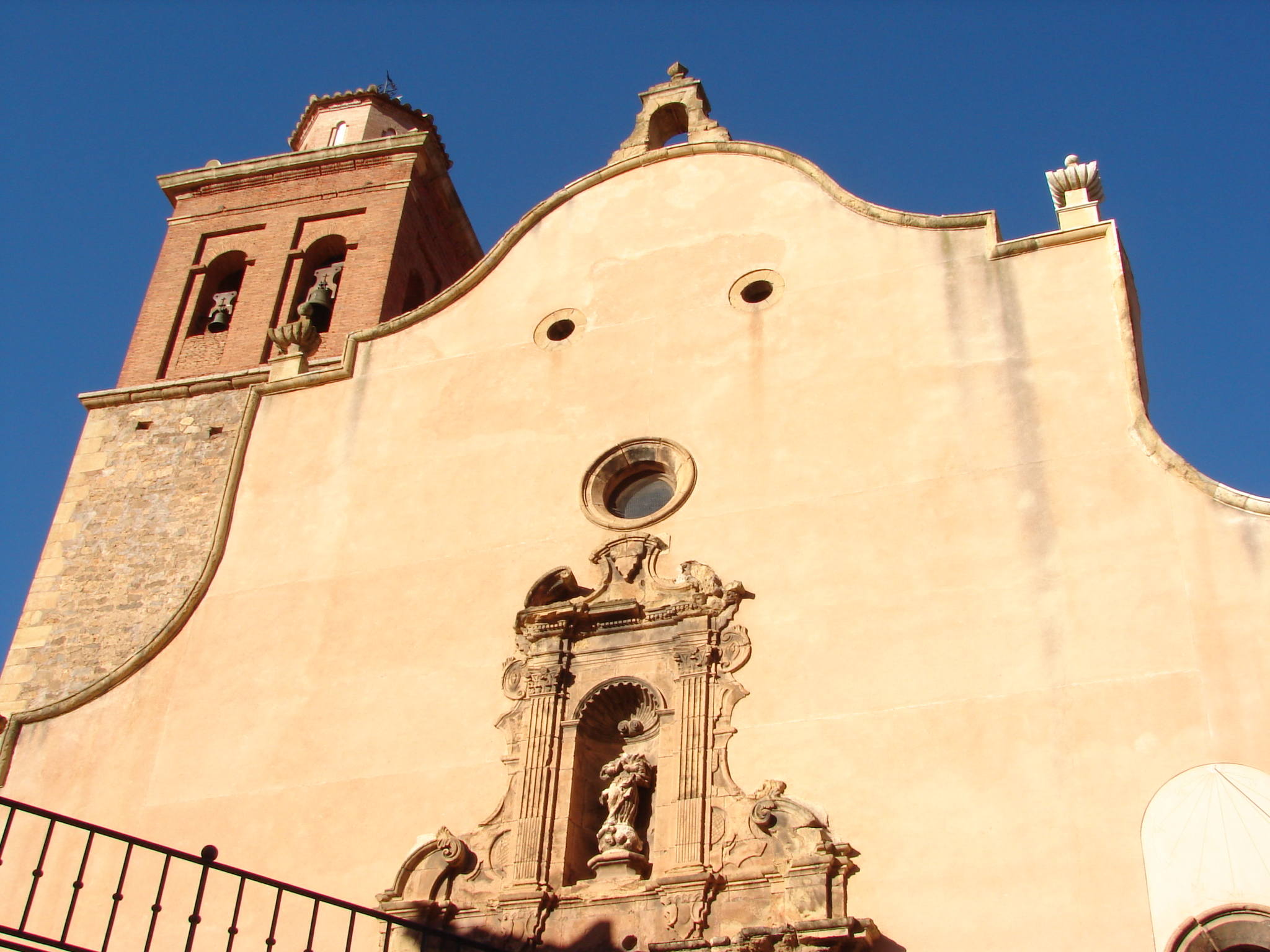
Kirche der Unbefleckten Empfängnis
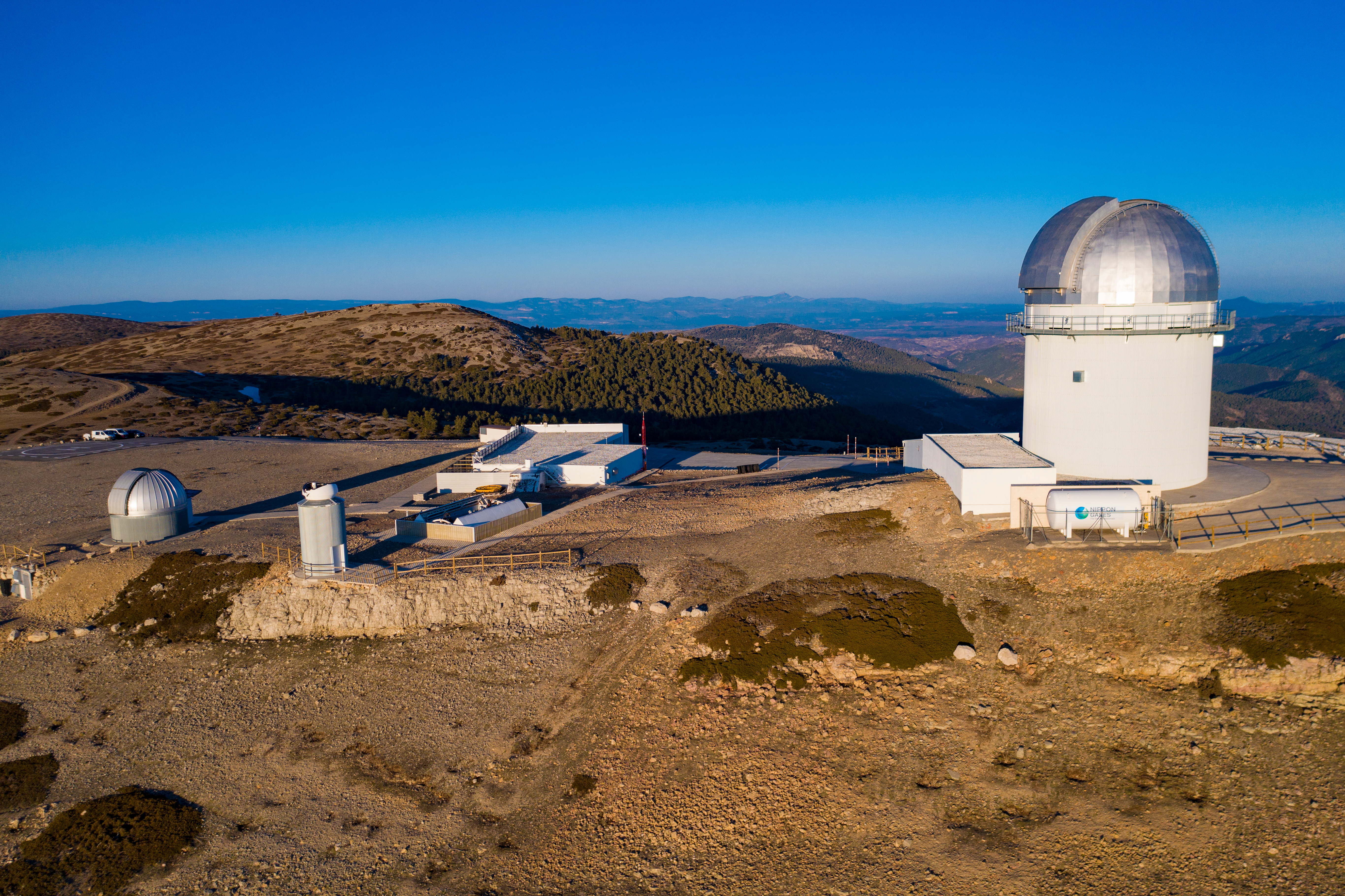
Observatorium
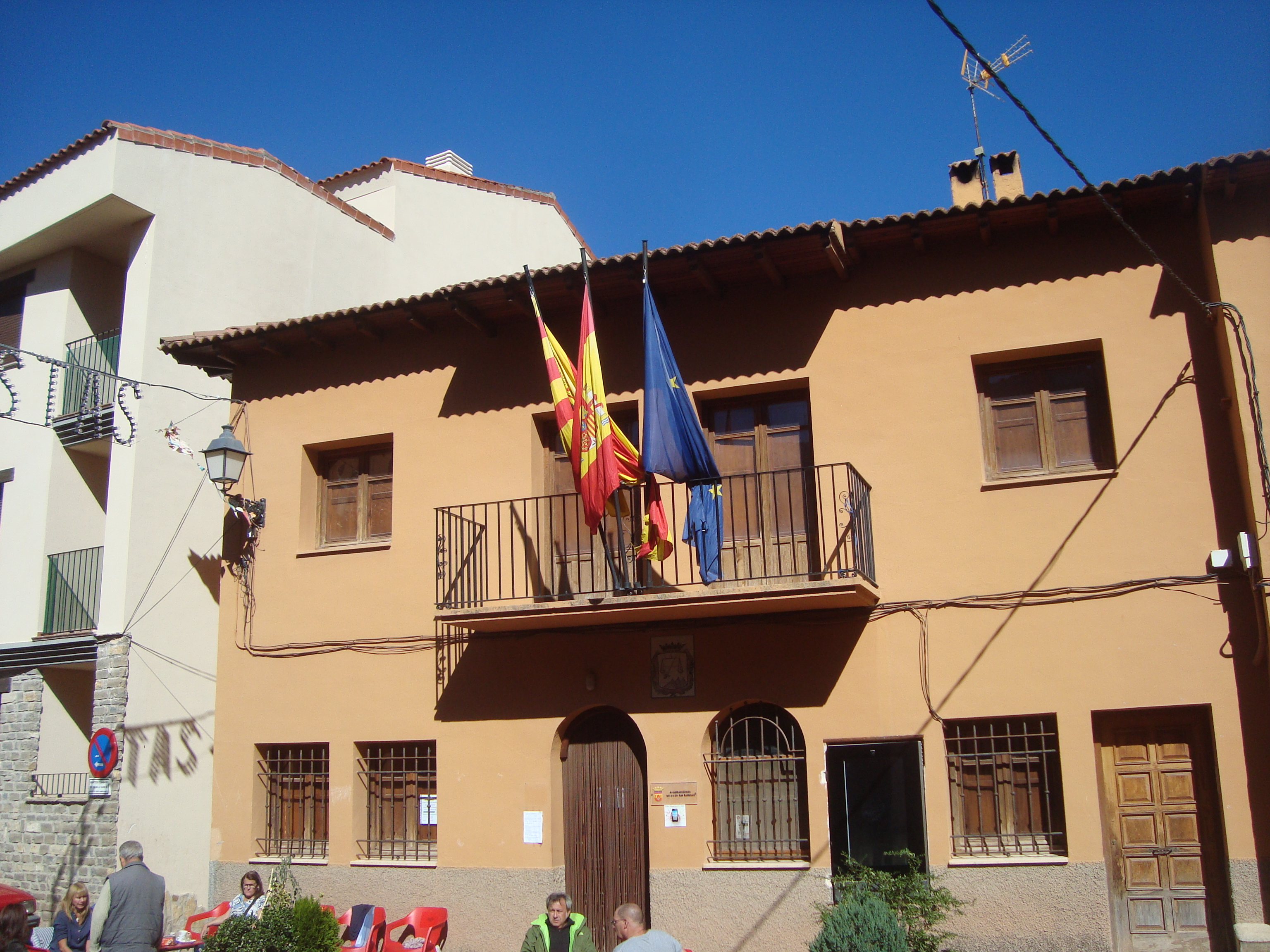
Rathaus